# 约瑟夫·爱默生·伍斯特

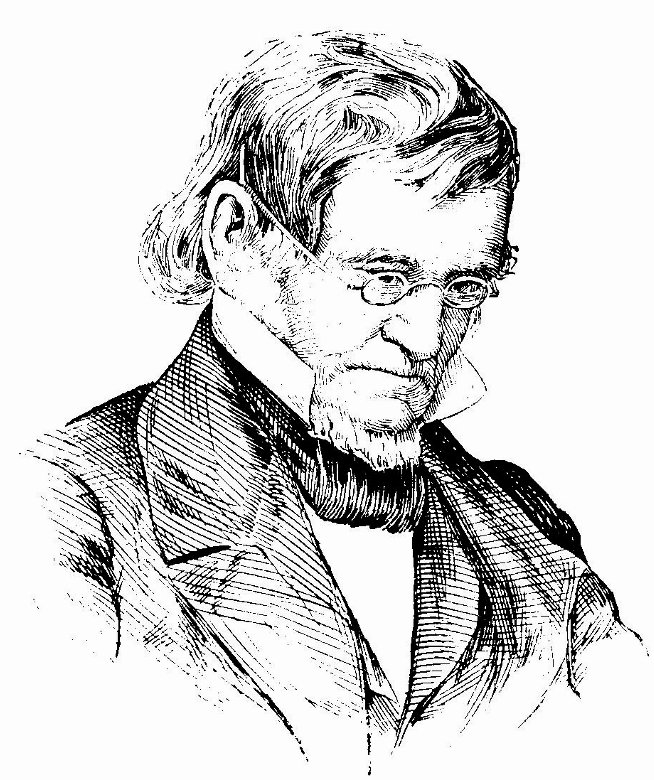
約瑟夫·愛默生·伍斯特

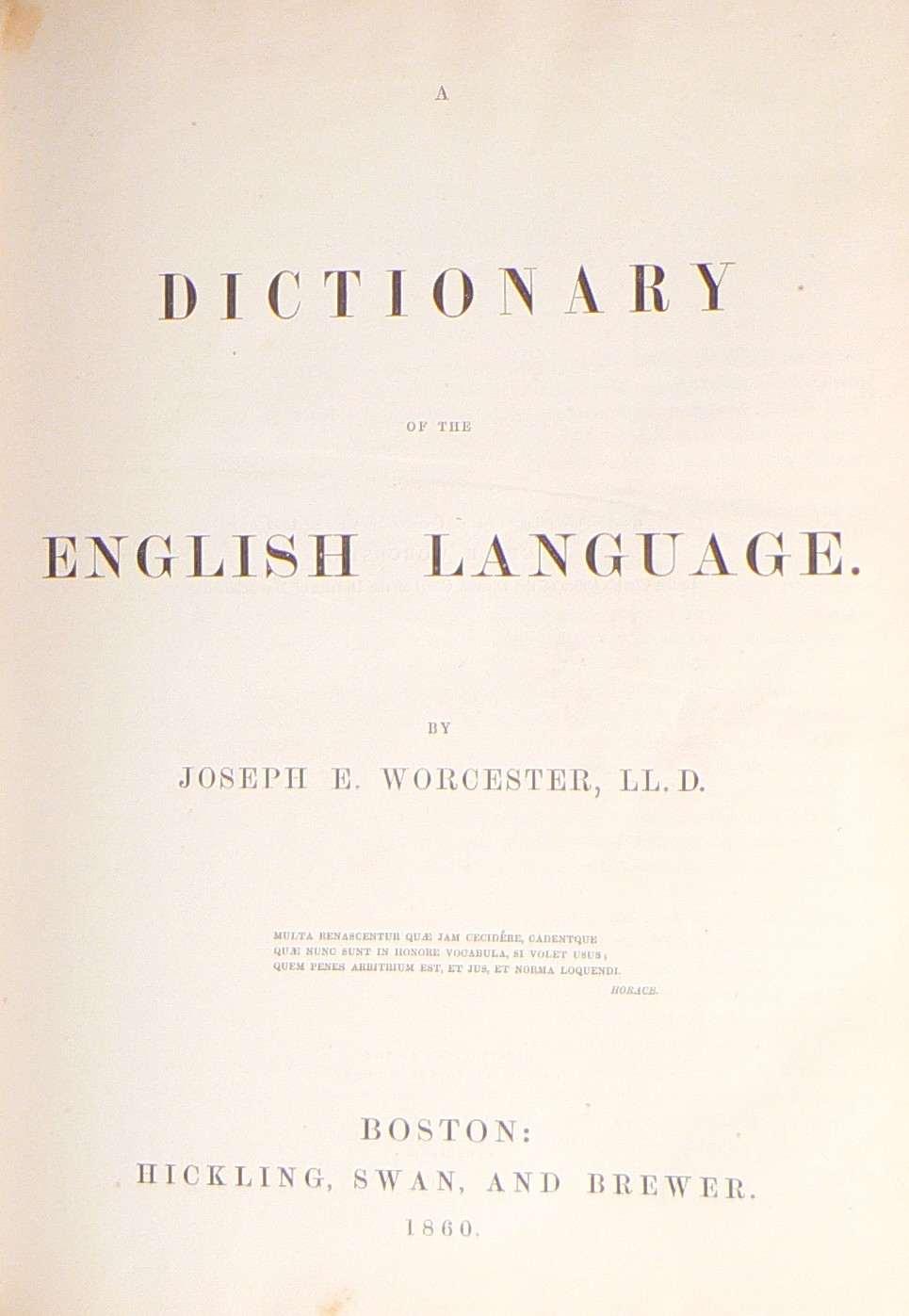
约瑟夫·爱默生·伍斯特的《英語詞典》

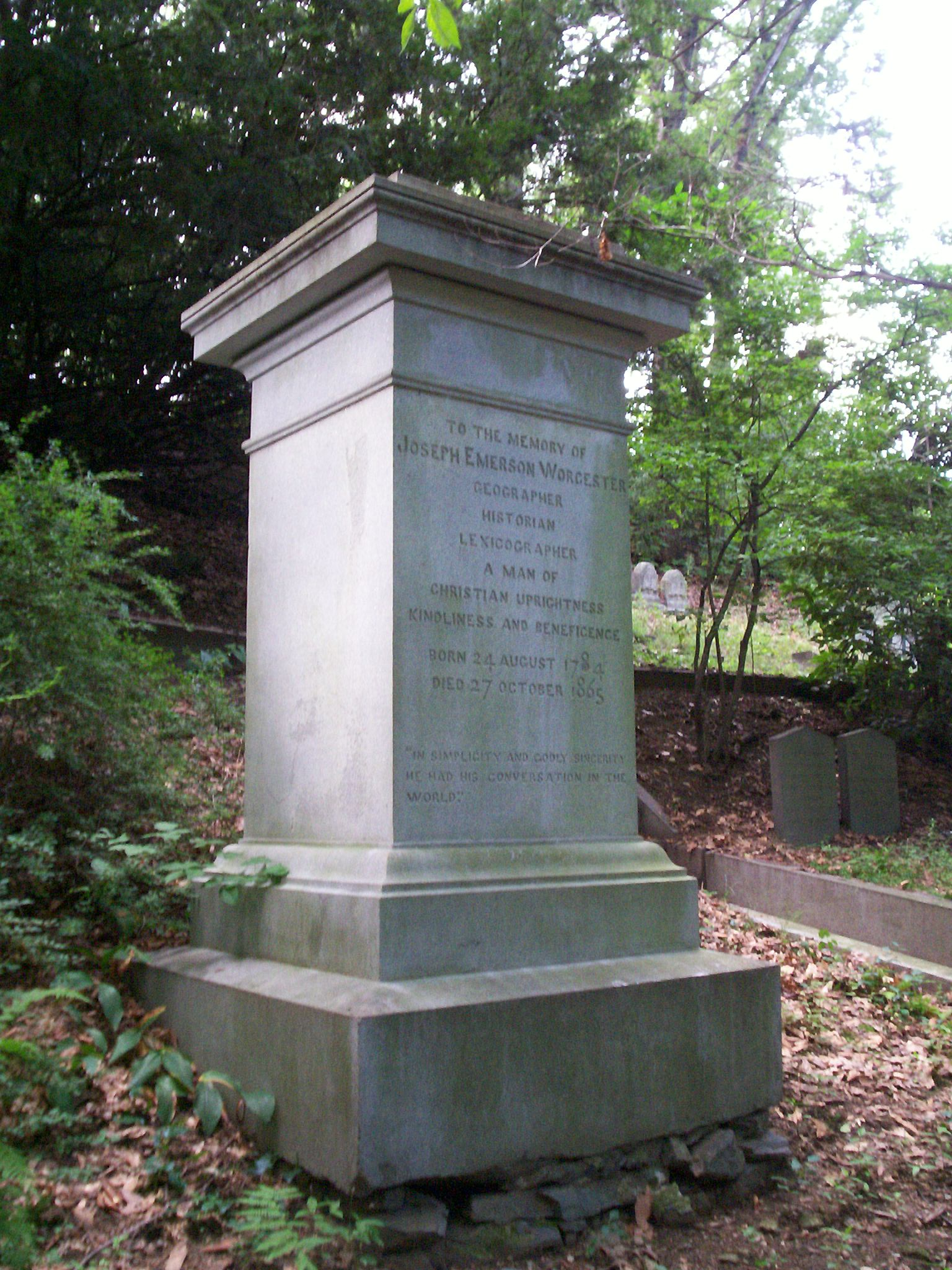
约瑟夫·爱默生·伍斯特之墓

约瑟夫·爱默生·伍斯特（Joseph Emerson Worcester，1784年8月24日—1865年10月27日），19世纪中期美国辞典编纂者，韦氏词典的主要竞争人。
伍斯特于1784年8月24日生于新罕布什尔州貝德福德，小时候在农场工作，十四岁上学。1809年他进入耶鲁大学学习并于两年后毕业。此后他在马萨诸塞州的中学任教数年，其间他写了几本地理方面的书籍，包括1817年的《古今地名辞典》。他还编写了一部常用的历史课本《古今历史元素及历史地图》，出版于1827年。
他编撰的第一部字典是删节版的塞缪尔·约翰逊的《英语词典》，与韦氏字典同样于1828年出版。他曾为韦氏工作过，并编写了1929年出版的缩编本《美国英语词典》。与韦氏不同的是，他反对拼写改革，并使用伦敦口音作为发音标准。
1830年他出版了自己的《英語綜合發音與釋義詞典》，这本词典引发了他剽窃韦氏词典的指责，伍斯特则辩解说这是他自己研究的成果，早在为韦氏工作之前他已开始为编写这部词典做准备。这通常被称为"字典之战"，两人之间的竞争和论战一直持续到1843年韋伯斯特去世，后来韋伯斯特的后继者G.&C.梅里亞姆公司买下韦氏字典的版权。
1946年他将自己的字典改良成为《英語通用校勘詞典》。1860年他出版了最后的作品《英語詞典》，曾在短期内成为美国词典的主流，直到1864年新版《韋氏英語詞典》的出版。伍斯特的词典是首先通篇使用插图的美国词典，并加入了近义词元素——这一传统后来被大多数词典沿用。在他去世以后，1886年他的词典被改良。但在1890年版《韋氏國際詞典》和其他19世纪九十年代的词典的对比下黯然失色，在世纪之交之前就停止付印了。

## 著作
- A Geographical Dictionary, or Universal Gazetteer, Ancient and Modern (1817, enlarged 1823)
- A Gazetteer of the United States (1818)
- Elements of Geography, Ancient and Modern (1819)
- Sketches of the Earth and its Inhabitants (1823)
- Elements of History, Ancient and Modern, accompanied by an Historical Atlas (1826)
- Epitome of History (reissue of above, 1827)
- Outlines of Scripture Geography (1828)
- Johnson's Dictionary, as improved by Todd and abridged by Chalmers, with Walker's Pronouncing Dictionary combined, to which is added Walker's Key (1828)
- A Comprehensive Pronouncing and Explanatory Dictionary of the English Language with Pronouncing Vocabularies (1830)
- A Universal and Critical Dictionary of the English Language (1846)
- A Gross Literary Fraud exposed; relating to the Publication of Worcester's Dictionary in London: Together with Three Appendixes; Including the Answer of S. Converse to an Attack on him by Messrs. G. & C. Merriam  (1854)
- A Dictionary of the English Language (1860[1])
- An Elementary Dictionary for the Common Schools with Pronouncing Vocabularies of Classical Scripture and Modern Geographical Names
- An Elementary Dictionary of the English Language
- A Primary Dictionary of the English Language

## 外部連結
- 互联网档案馆中约瑟夫·爱默生·伍斯特的作品或与之相关的作品
- "Dictionary Wars" （页面存档备份，存于） at History House magazine
- Joseph E. Worcester在国会图书馆管理局的纪录，有88条目录纪录
- . . 1914 （英语）. 已忽略未知参数|HIDE_PARAMETER4= (帮助); 已忽略未知参数|HIDE_PARAMETER5= (帮助); 已忽略未知参数|HIDE_PARAMETER7= (帮助); 已忽略未知参数|HIDE_PARAMETER6= (帮助)